# Hans Baluschek
Hans Baluschek (født 9. maj 1870 i Breslau, død 28. september 1935 i Berlin) var en tysk maler, grafiker og forfatter. Han hørte til Berliner Secession, var medlem af Deutschen Künstlerbund, og var medlem af Sammenslutningen af tyske illustratorer. Efter 1920 han var et aktivt medlem af SPD. Fra 1929 og indtil begyndelsen af 1933 var han leder af det Store Berlin-udstilling.
Baluschek var en af de vigtigste repræsentanter for den tyske kritiske realisme, og var i sin kunst kritisk overfor proletariatets liv og vilkår i det moderne samfund . Hans billeder havde især folk fra arbejderklassen i Berlin som motiv og tema.
Han blev primært kendt for sine malerier, illustrationer af bøger og sine bidrag til forskellige tidsskrifter i Weimarrepublikken.

## Galleri
- Alte Hasenheide (1895)
- Der Tod (1895)
- Der Kampf mit dem Mondmann, illustration af Peterchens Mondfahrt (ca. 1915)
- Arbeiterstadt (1920)